# Tine Embrechts
Tine Embrechts, née le 30 mai 1975, est une actrice et chanteuse belge.

## Filmographie partielle

### Cinéma
- 2009 : Dirty Mind
- 2012 : Brasserie romantique : Sylvia
- 2014 : Labyrinthus : Tilde

### Télévision
- 1999- : Het Peulengaleis (nl)

## Distinctions
- 2004 : prix Joseph Plateau de la meilleure actrice flamande d télévision pour Het Peulengaleis (nl) (1999-)